# Pedro Ivo Campos
Pedro Ivo Figueiredo Campos (Florianópolis, 12 de outubro de 1930 — 27 de fevereiro de 1990) foi um político brasileiro.

## Vida
Filho de Emanuel Pereira de Campos e de Florisbela Figueiredo de Campos. Casou com Mariza Lobo Campos, filha de Rodrigo de Oliveira Lobo.
Era parente do poeta da Academia Catarinense de Letras, Juvêncio de Araújo Figueiredo.

## Carreira
Foi deputado à Assembleia Legislativa de Santa Catarina na 6ª legislatura (1967 — 1971), deputado à Câmara dos Deputados na 44ª legislatura (1971 — 1975) e na 46ª legislatura (1979 — 1983).
Foi prefeito de Joinville, de 1973 a 1977 e Governador do estado de Santa Catarina, de 15 de março de 1987 até a sua morte em 27 de fevereiro de 1990, vítima de câncer.
Está sepultado no Cemitério Municipal de Joinville.